# Lexus LS
Lexus LS (яп. レクサス・LS) — повнорозмірний седан представницького класу, що випускається з 1989 року в якості флагманської моделі японського автовиробника Lexus. На всі моделі LS встановлювалися двигуни конфігурації V8 і привід на задні колеса або повний привід, а також існують гібридні варіанти і моделі з довгою колісною базою.
Перше покоління моделі LS 400, розроблене компанією Lexus, було представлено в січні 1989 року, друге покоління - в листопаді 1994 року, модель третього покоління LS 430 з'явилася в січні 2000 року. Версія LS 400 і LS 430 для внутрішнього японського ринку, названа Toyota Celsior (яп. トヨタ・セルシオ, Тойота Цельсіор), продавалася в Японії до початку продажів під маркою Lexus в 2006 році. У 2006 році була представлена модель LS 460 четвертого покоління, що стала першим серійним автомобілем з восьми-ступінчастою автоматичною трансмісією. У 2007 році на седан LS 600h/LS 600h L став встановлюватися також гібридний двигун V8.
Розробка моделі почалася в 1983 році як проєкт секретного флагманського седана під кодовою назвою F1. У процесі тривалого п'ятирічного процесу проєктування представницького седана було витрачено понад один мільярд доларів. Автомобіль спочатку замислювався як орієнтований на експортні ринки, і саме підрозділ Lexus створювалося на міжнародному рівні. Запуск LS 400 був дуже відповідальний, оскільки одночасно з ним зароджувалася і сама марка Lexus.
З початку виробництва, автомобілі кожного покоління Lexus LS випускалися на одному заводі в японському місті Тахара. Назва LS розшифровується як «представницький седан» (англ. Luxury Sedan). Деякі імпортери Lexus використовували бекронім «Luxury Saloon», який означав те ж саме.

## Lexus UCF10 (1989-1994)

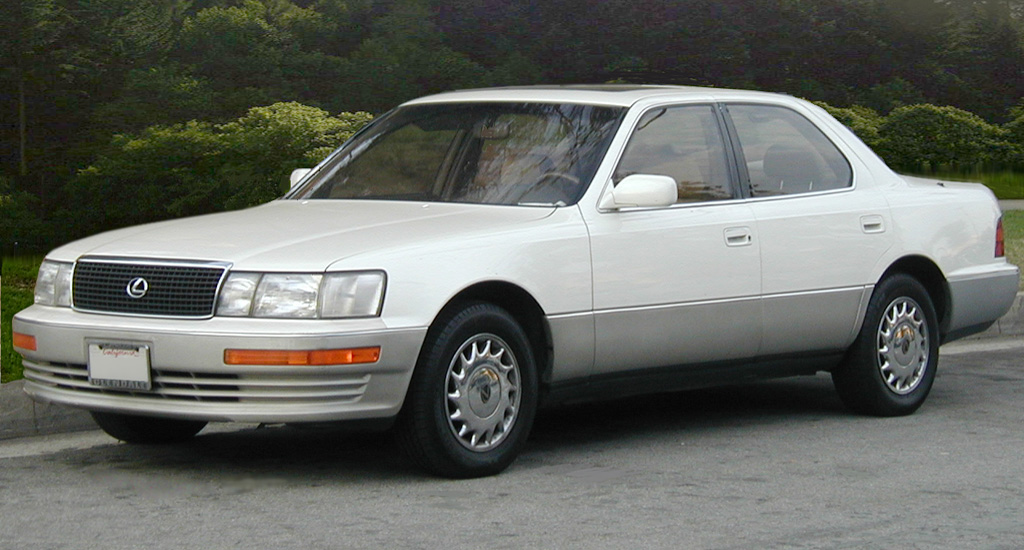
Lexus LS 400 1

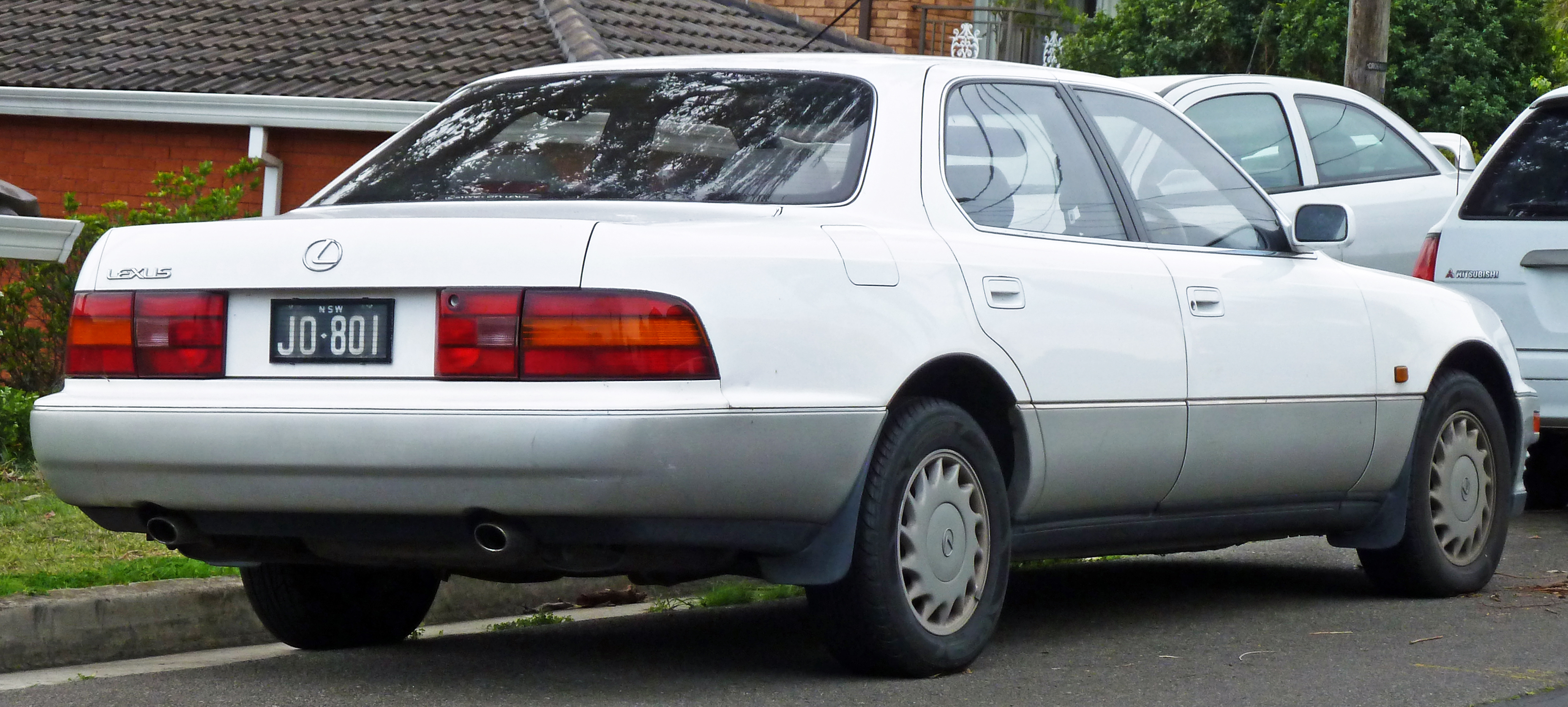
Lexus LS 400 1

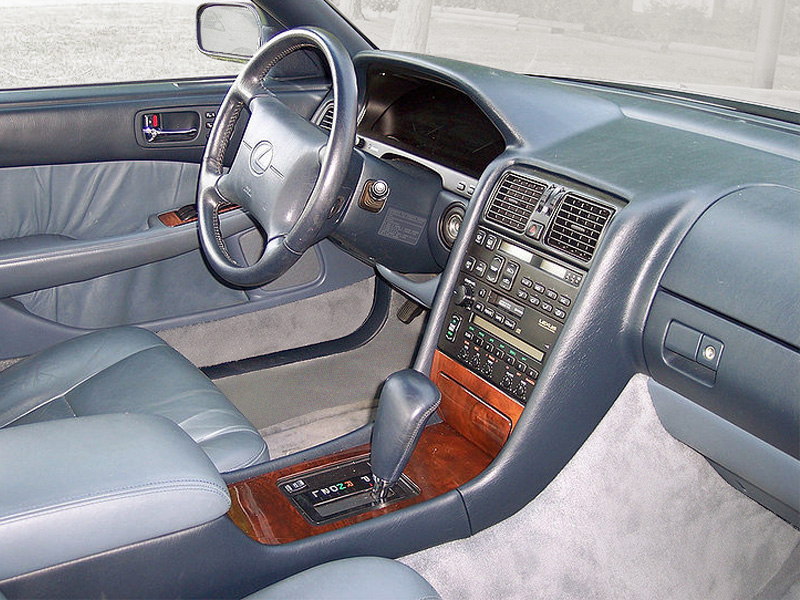
Lexus LS 400 1

Перший Lexus з індексом LS (luxury sedan) побачив світ у 1990 році. Задньопривідний автомобіль оснащувався двигуном	4,0 л 1UZ-FE V8 потужністю 264 к.с. і 4-ступінчастим «автоматом» A341E. Максимальна швидкість — 250 км/год, розгін до «сотні» — 7,5 секунд. Так, в автомобілі вгадувалися риси Mercedes-Benz W126, але початок, тим не менш, було покладено. 

### Двигун

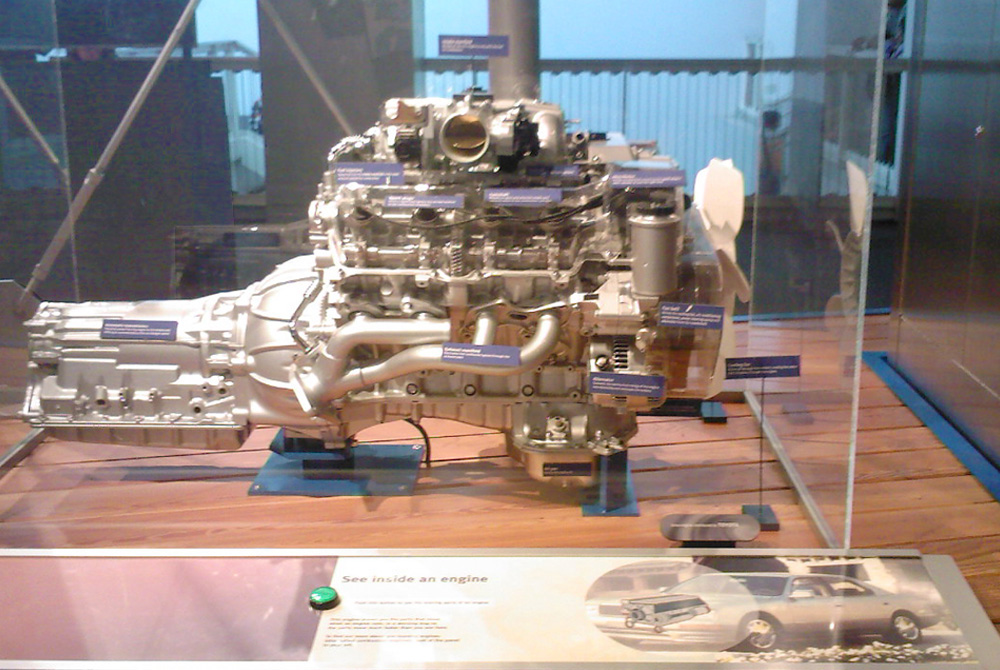
Lexus 1UZ-FE V8

- 4.0 л 1UZ-FE V8

## Lexus UCF20 (1995-2000)

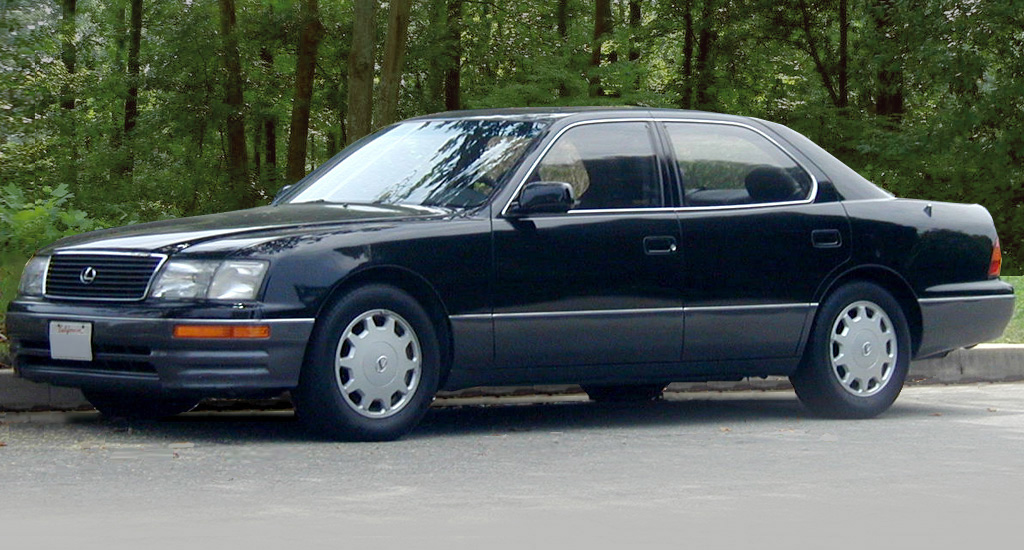
Lexus LS 400 2

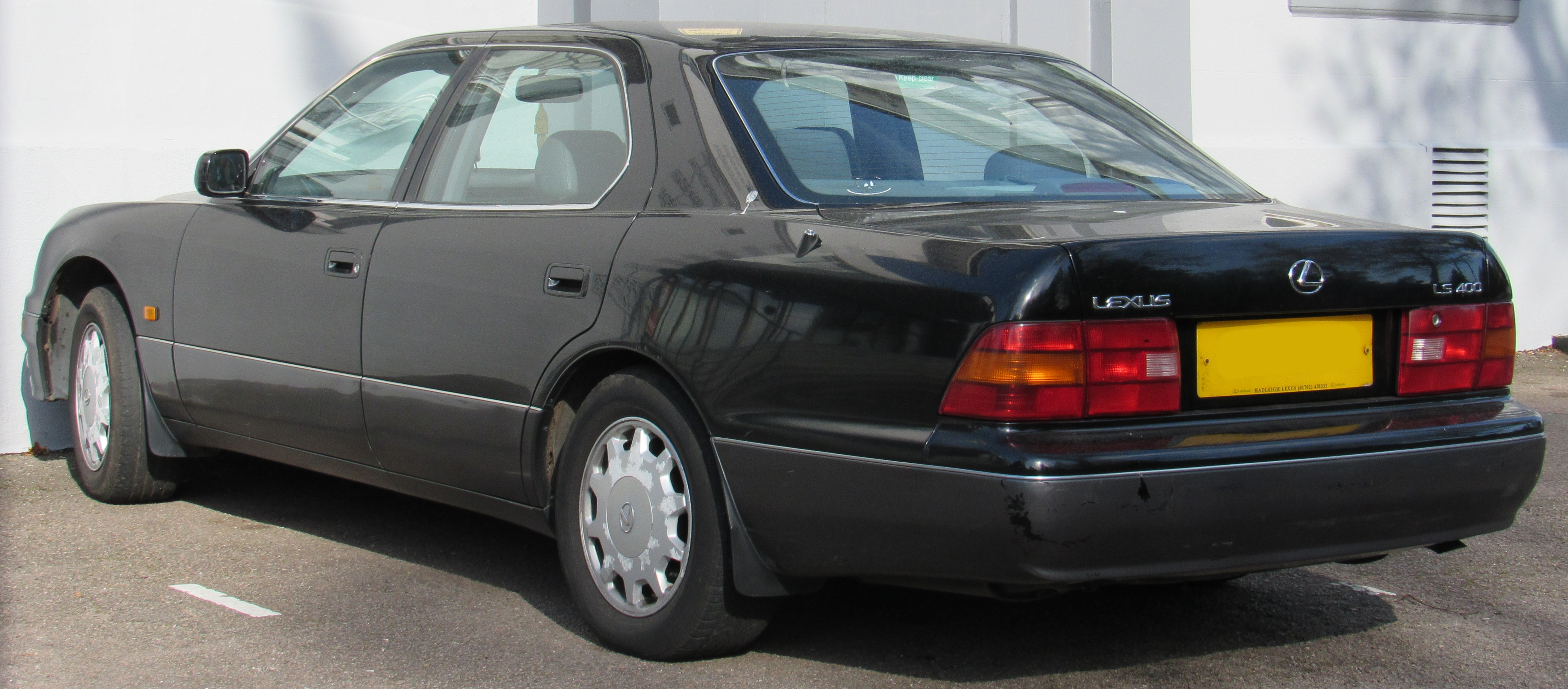
Lexus LS 400 2

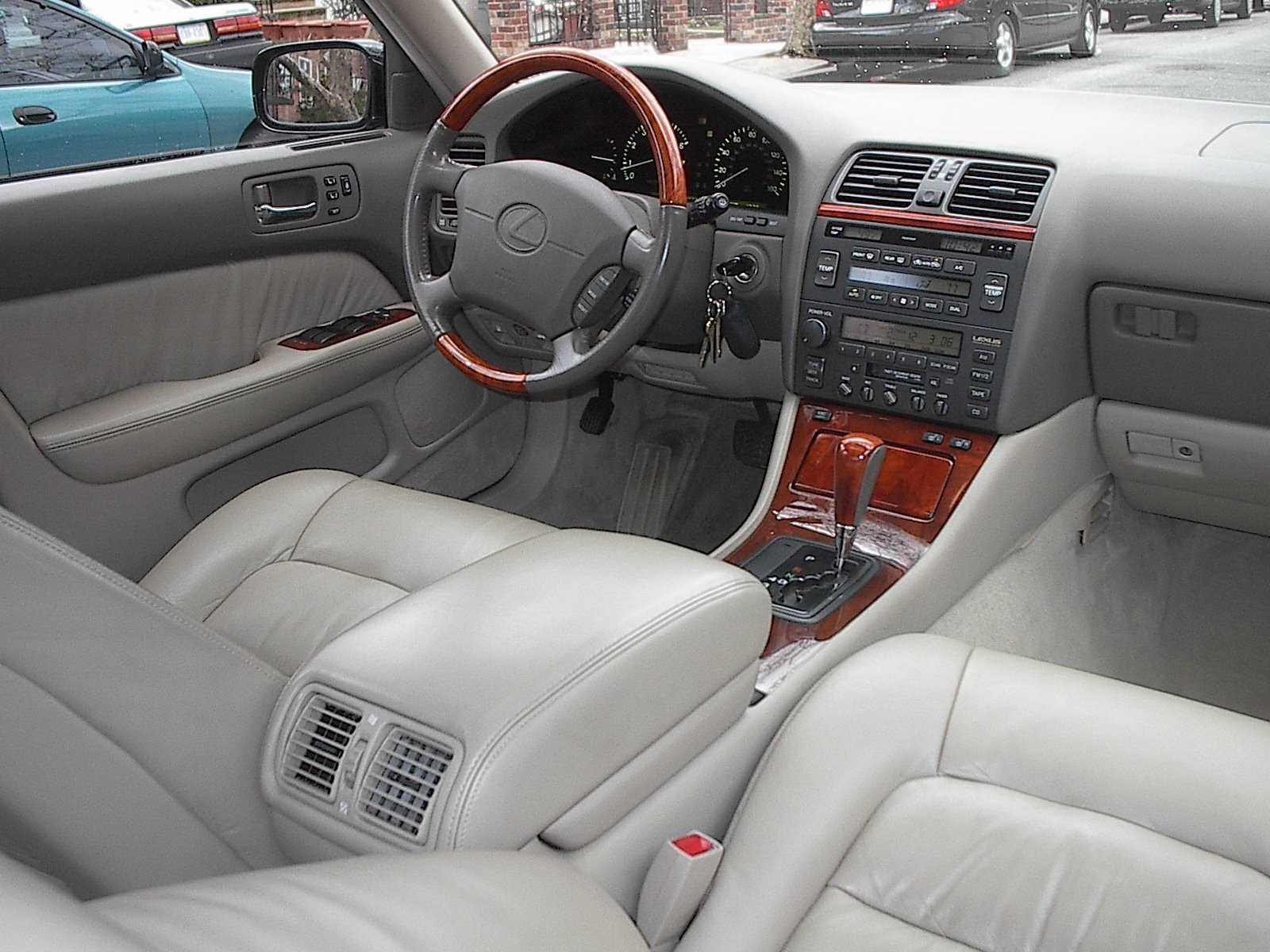
Lexus LS 400 2

Lexus LS 400 (UCF20) у другому поколінні дебютував в листопаді 1994 року (1995 модельний рік) з довгою колісною базою і базовою моделлю в мінімальній комплектації. Публіці автомобіль був представлений в Військовому меморіальному оперному театрі в Сан-Франциско, Каліфорнія. Седан оснащувався допрацьованим 4-літровим 1UZ-FE двигуном V8, потужністю 260 к.с. (194 кВт) і крутним моментом 366 Нм, що працював в парі з 4-ст. A340E і 5-ст. A650E автоматичними коробками передач. Усередині LS 400 на 90% був оновлений або перероблений, зі збільшеною шумоізоляцією, посиленою конструкцією кузова, доопрацьованою підвіскою (перші LS/Celsior мали адаптивну комп'ютеризовану пневмоподвіску Skyhook), і поліпшеними гальмами. Нова модель була на 95 кг легшою за попередника, що трохи поліпшило витрату палива. Розгін до 100 км/год займав 7,5 секунд.
Розробка другого покоління LS 400 почалася після глобального запуску першого покоління. З огляду на успіх моделі першого покоління і задоволеність клієнтів дизайном, один з головних інженерів, Казуо Окамото говорив, що «традиція не може з'явитися в разі відсутності популярності першого покоління». Зовні, найбільш значною зміною стало збільшення колісної бази на 36 мм, в результаті чого внутрішній простір збільшилася на 66 мм в місці для ніг пасажирів заднього ряду. Однак, так як загальна довжина залишилася колишньою, обсяг багажника був трохи зменшений. Більш аеродинамічний кузов (Cd 0.28) зберіг загальний профіль і контури оригінального LS 400.

### Двигун
- 4.0 л 1UZ-FE V8

## Lexus UCF30 (2001-2006)

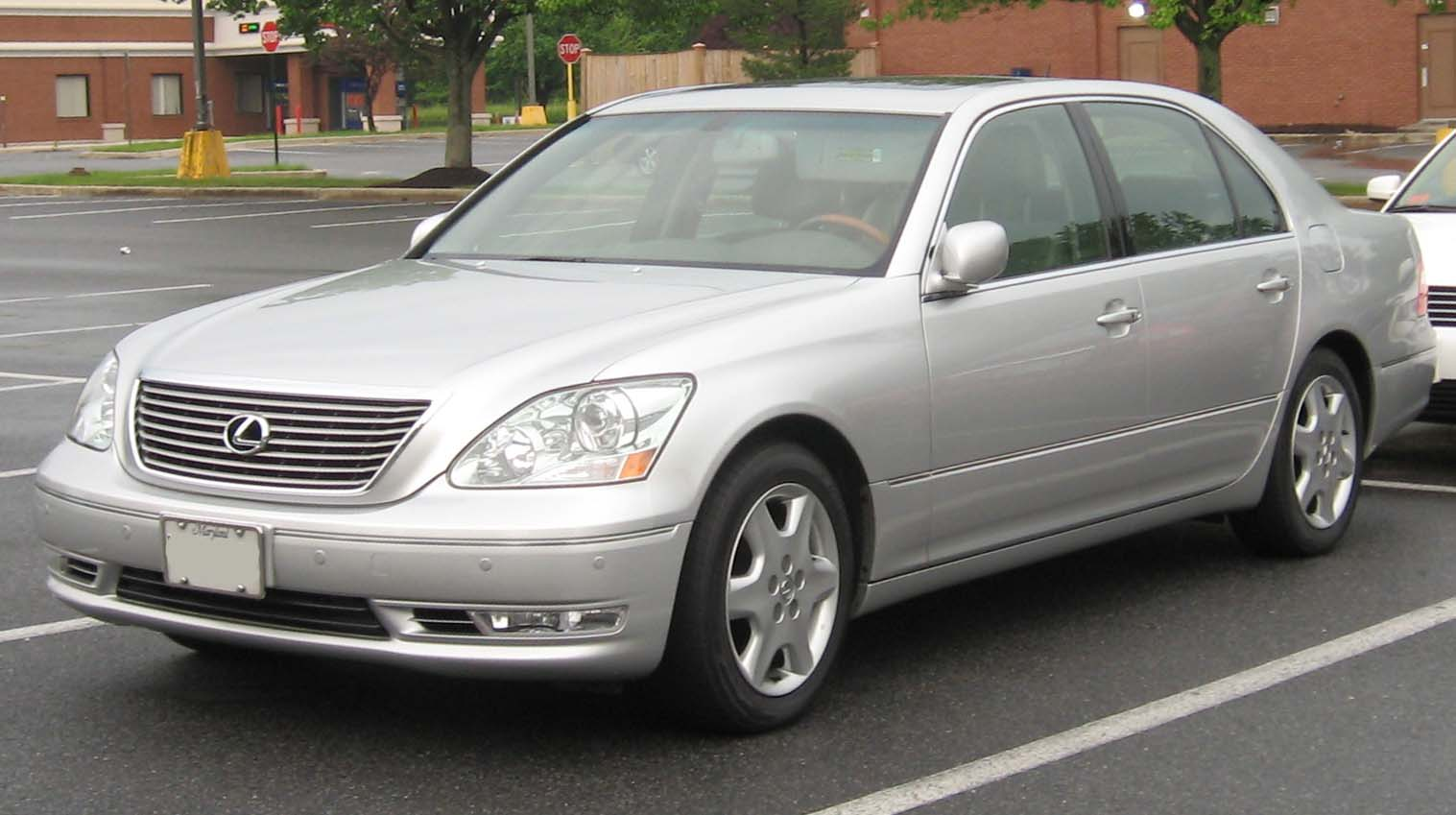
Lexus LS 430

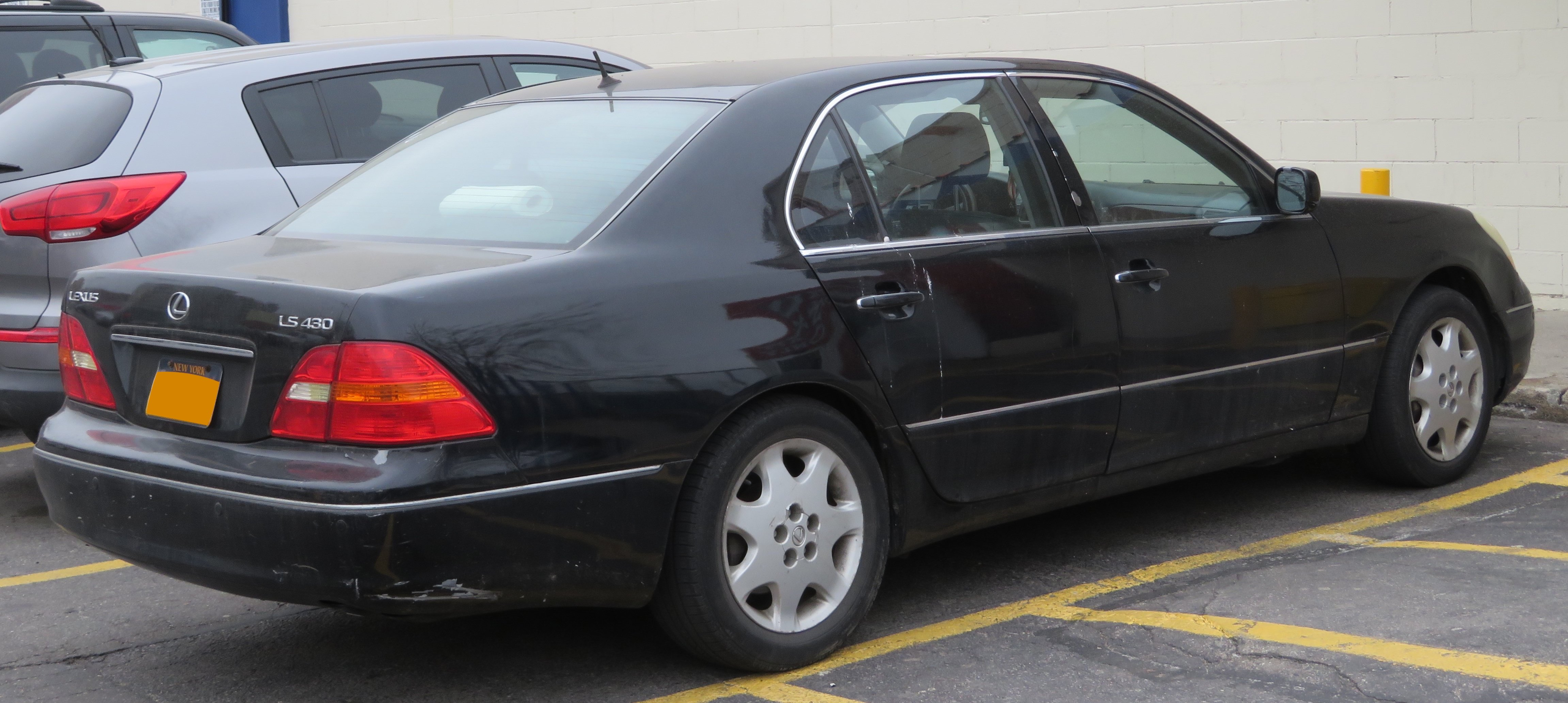
Lexus LS 430

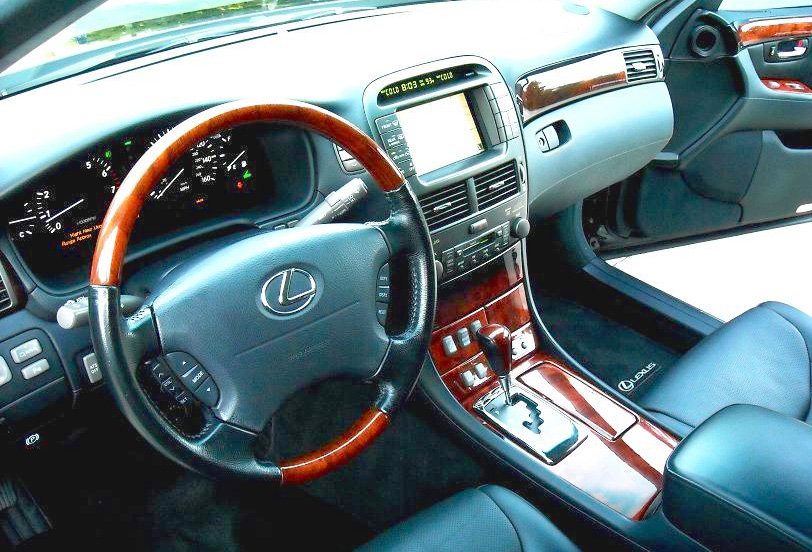
Lexus LS 430

Lexus LS 430 (UCF30) третього покоління був представлений на Північноамериканському міжнародному автосалоні в січні 2000 року як модель 2001 року, з новим дизайном кузова, новим інтер'єром і технологічними особливостями.
Це був перший Lexus на американському ринку з системою адаптивного (автономного) круїз-контролю (англ. Dynamic Laser Cruise Control). У цій системі використаний датчик-лідар (на відміну від лазера ACC, що використовувався з 1997 року для Celsior), який безпосередньо активував гальма для зменшення швидкості. Однак, знову через обмеження роботи лазера, вона відключалася в погану погоду.
Седан оснащувався новим 4,3-літровим двигуном 3UZ-FE потужністю 290 к.с. (216 кВт) 434 Нм крутного моменту і 5-ступінчастим «автоматом» A650E або 6-ст. «автоматом» A761E. LS 430 був одним з перших автомобілів з бензиновим двигуном V8, сертифікований як транспортний засіб з ультра-низьким рівень викидів (ULEV). Стандартна підвіска була повністю перероблена, на всі чотири колеса встановлювалася двох-важільна підвіска; вперше була запропонована євро-підвіска. Новий електронний блок управління коригує положення дросельної заслінки в залежності від швидкості автомобіля, оборотів двигуна і положення педалі. LS 430 показував розгін до 100 км/год за час 6,7 секунд і набирала все ті ж 250 км/год. Продажі в США стартували в жовтні 2000 року.

### Двигун
- 4.3 л 3UZ-FE V8

## Lexus UCF40 (2007-2017)

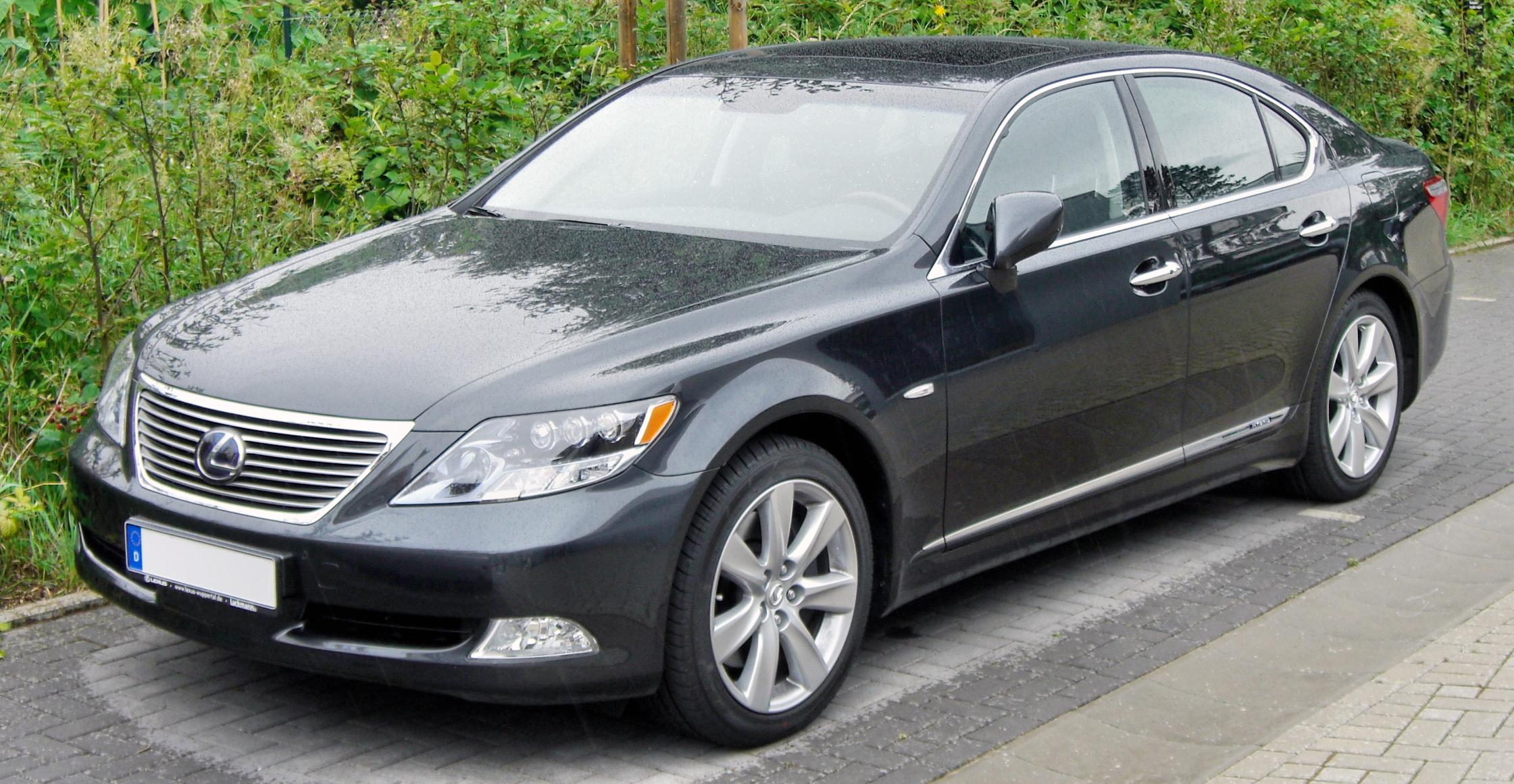
Lexus LS 4

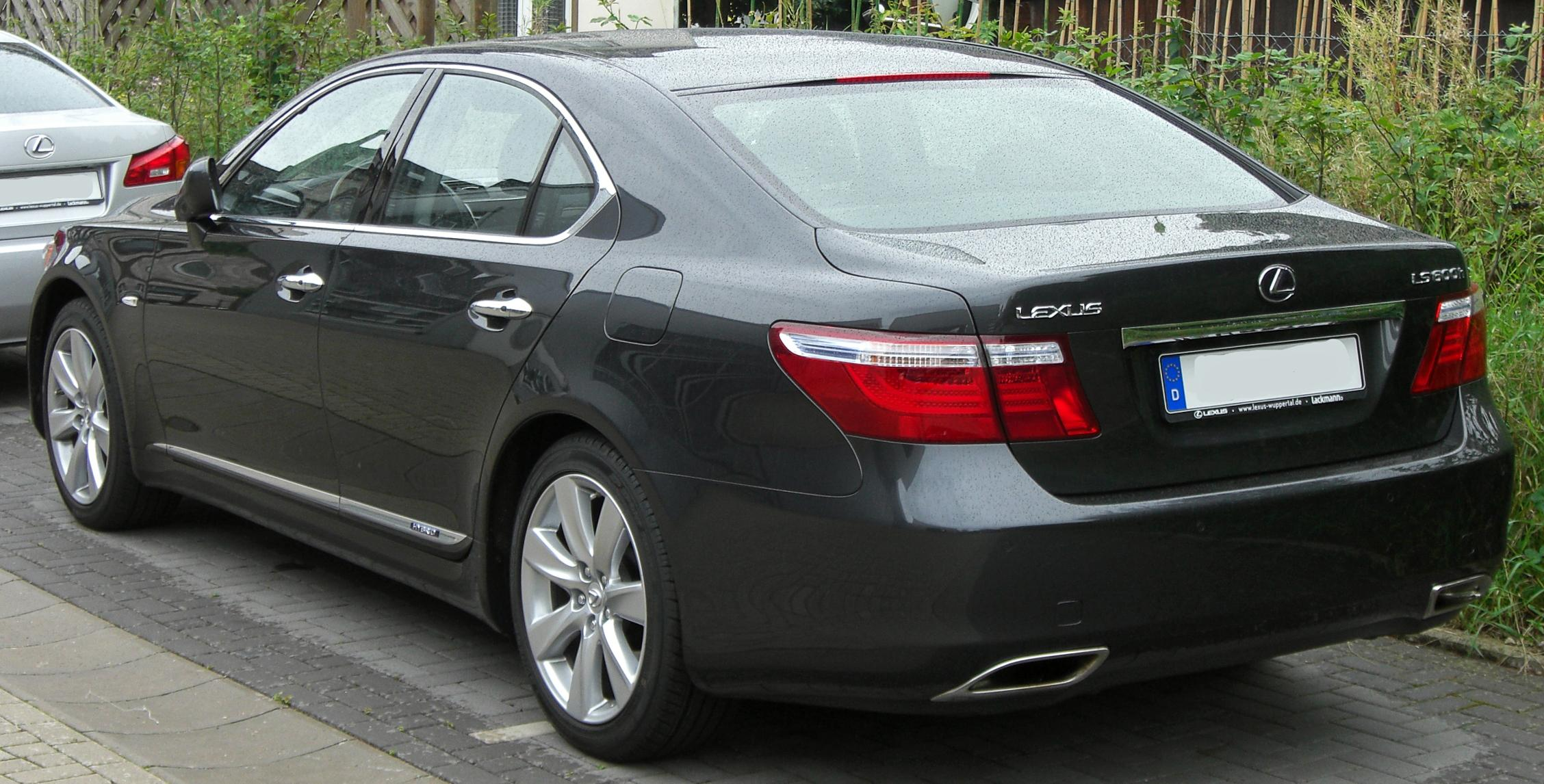
Lexus LS 4

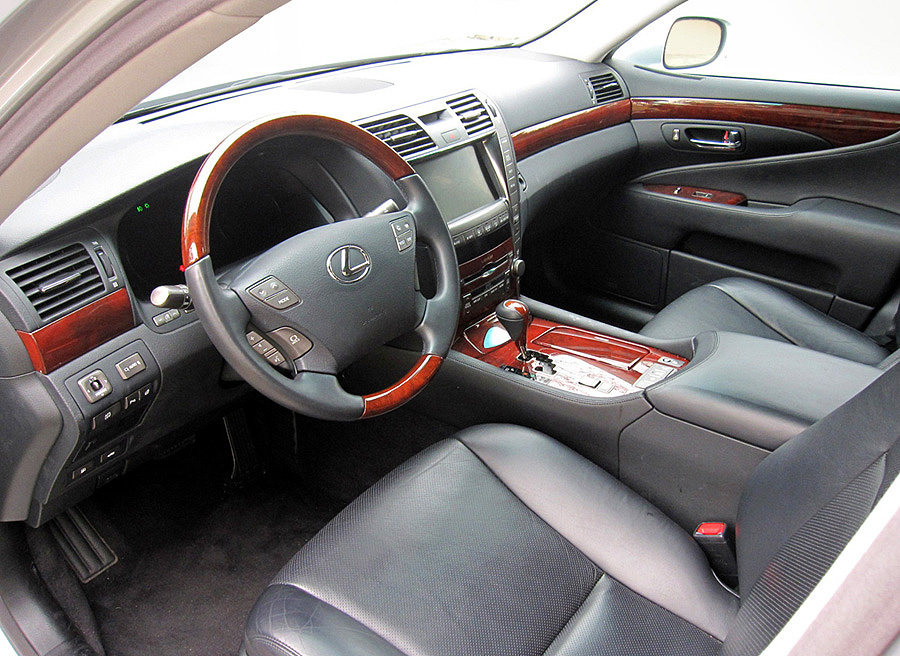
Lexus LS 4

В 2007 році представили Lexus LS четвертого покоління (індекс UCF40).
В 2010 році модель модернізували.
В 2013 році модель модернізували вдруге, в корпоративному стилі останніх моделей Lexus
Lexus LS 2016 року - це повнорозмірний розкішний п'ятимісний седан, представлений у варіантах зі звичайною і збільшеною колісною базою (LS 460 L), а також з системою заднього або повного приводу. В результаті рестайлінгу до передніх фар додали світлодіодні елементи, а великі задні фари трохи змістили вниз. А взагалі, дизайн LS залишився без змін - автомобіль, як і раніше, дуже добре складений, притягує погляд і буквально випромінює розкіш. Вишуканості зовнішньому вигляду даної моделі надають хромовані деталі, такі як дверні ручки і бічні молдинги. Повністю оновилася графіка мультимедійної системи, з'явилися ярлики меню з боків екрану і додалися розширені функції розпізнавання голосу; також, дизайнери представили два нові кольори кузова: Eminent White Pearl і Atomic Silver. У базову комплектацію Lexus LS 2016 року випуску включені: 18-дюймові диски з порожніми спицями, які знижують рівень шуму, автоматичні ксенонові фари, світлодіодні протитуманні фари, автоматичні склоочисники, якісне оздоблення салону з використанням дерев'яних елементів, 12.3-дюймовий екран, кольоровий мульти-інформаційний дисплей TFT, паркувальні сенсори, камера заднього виду, круїз-контроль, підйомно-зсувний люк на даху з електроприводом, фірмова система навігації з широким набором функцій, 4-зонний клімат-контроль, функція вентилювання сидінь і сучасна аудіосистема Mark Levinson.

### Двигуни
- 4.6 л 1UR-FE V8
- 4.6 л 1UR-FSE V8
- 5.0 л 2UR-FSE V8 (LS 600h)

## Lexus UCF50 (2017-наш час)

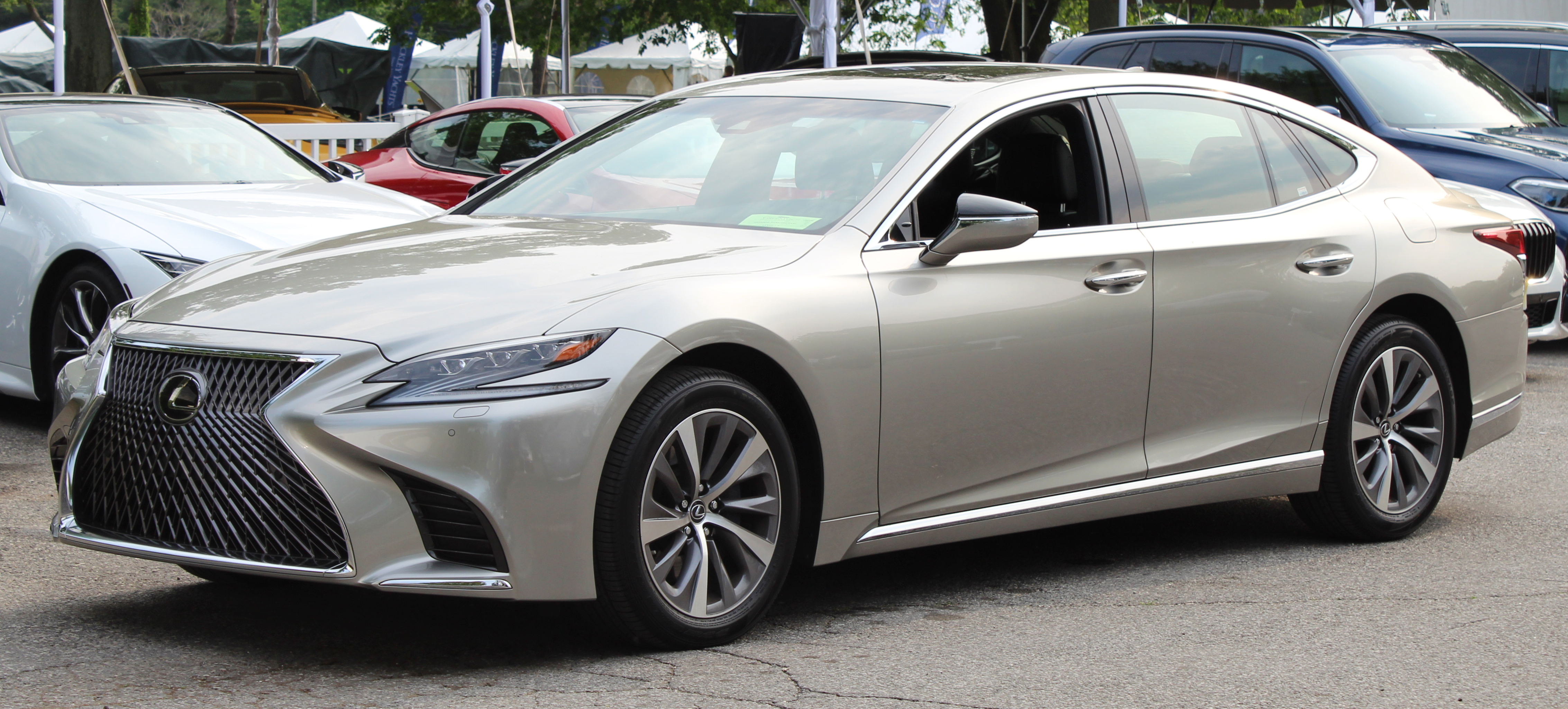
Lexus LS 500 AWD (2017-2020)

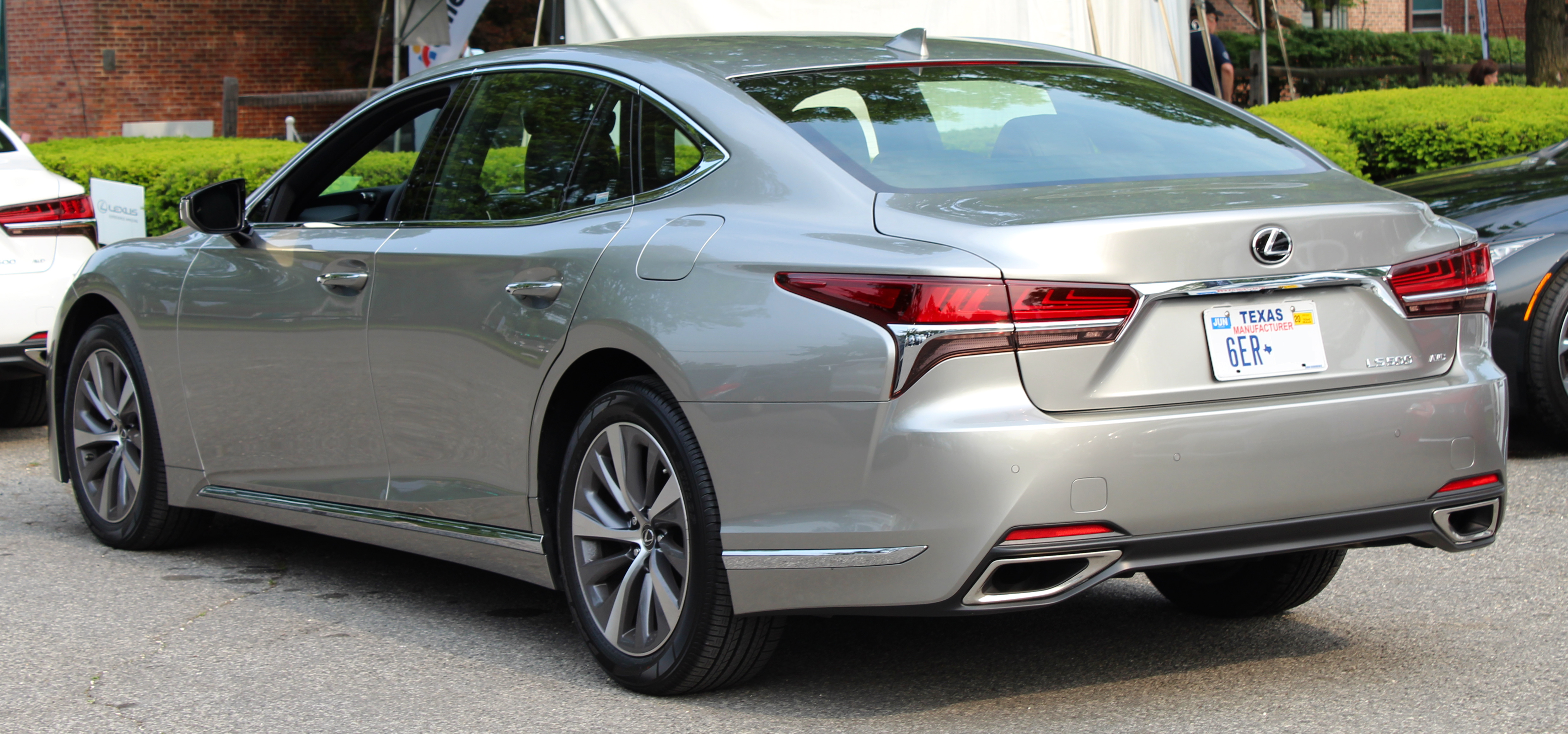
Lexus LS 500 AWD

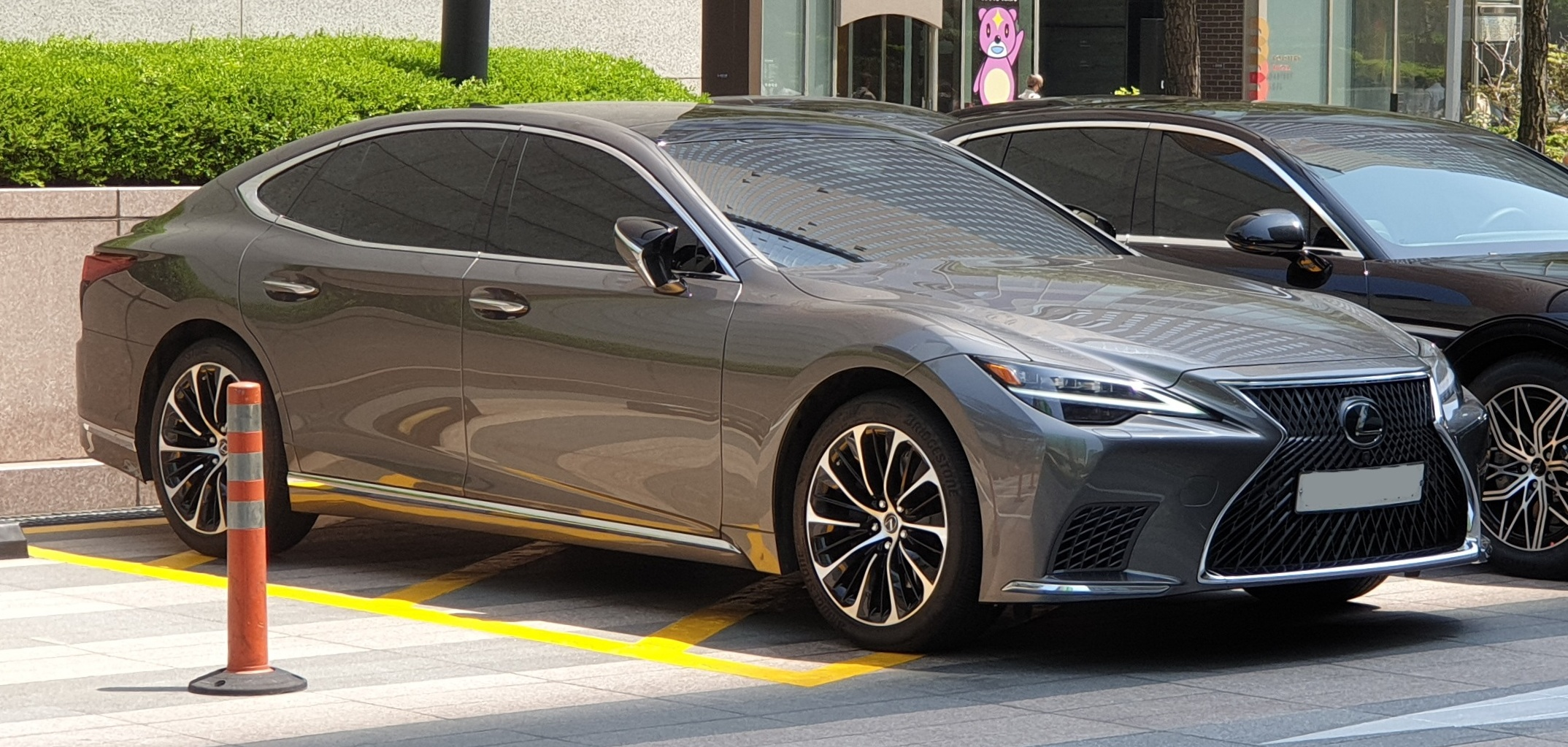
Lexus LS 500h (з 2020)

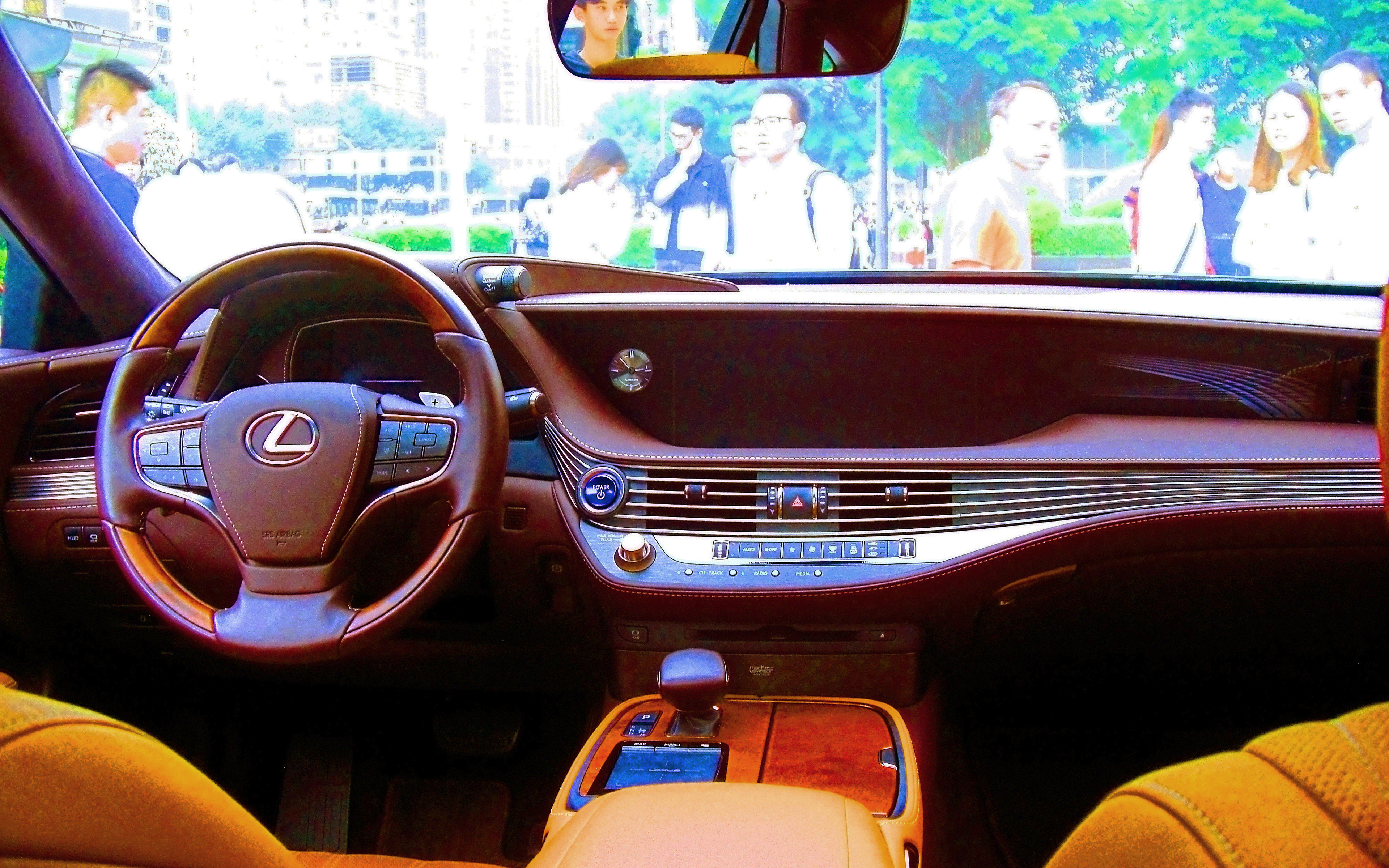
Lexus LS 500h

На автосалоні в Детройті в січні 2017 року представили Lexus LS п'ятого покоління, що подібний на концепт-кар Lexus LF-FC. Автомобіль збудовано на модульній платформі TNGA-L, що й купе Lexus LC і комплектується 3,4 л бітурбодвигуном V6 потужністю 421 к.с., крутним моментом 600 Нм та 10-ст. АКПП виробництва Aisin. Розгін автомобіля з системою заднього приводу до 100 км/год становить 4,5 секунди.
Пропонується також гібридна версія LS 500h з двигуном 3,5 л 8gr-FXS V6 сумарною потужністю 359 к.с.
У липні 2020 року Lexus LS п'ятого покоління зазнав незначних змін. У моделі збільшено простір для ніг пасажирів позаду, розширено вибір систем безпеки. Автомобіль отримав можливість проєкції панелі приладів на лобове скло, попередження про об'єкти, що рухаються у поперечному напрямку спереду, попередження про можливість бічного зіткнення та система автоматичного гальмування. Стандартними в LS стали Apple CarPlay та Amazon Alexa, а також нові фари BladeScan AHS.
У 2021 році Lexus освіжив зовнішній вигляд та змінив інформаційно-розважальну систему LS. Система мультимедіа отримала 12,3-дюймовий сенсорний екран та Android Auto. 

### Двигуни
- LS 350 3,5 л 2GR-FKS V6 318 к.с. 380 Нм
- LS 500 3,4 л бітурбо V35A-FTS V6 421 к.с. 599 Нм
- LS 500h 3,5 л 8GR-FXS V6 + електродвигун 359 к.с.

## Виробництво і продаж
| рік  | продажі | продажі | експорт, виробництво |
| рік  | США     | Світ    | експорт, виробництво |
| ---- | ------- | ------- | -------------------- |
| 1990 | 42,806  |         | 41,901               |
| 1991 | 36,955  |         | 41,228               |
| 1992 | 32,561  |         | 32,472               |
| 1993 | 23,783  |         | 28,187               |
| 1994 | 22,443  |         | 21,390               |
| 1995 | 23,657  |         | 22,433               |
| 1996 | 22,237  |         | 22,810               |
| 1997 | 19,618  |         | 17,782               |
| 1998 | 20,790  |         | 22,730               |
| 1999 | 16,357  |         | 17,198               |
| 2000 | 15,871  |         | 11,098               |
| 2001 | 31,110  |         | 31,473               |
| 2002 | 26,261  |         | 27,033               |
| 2003 | 23,895  |         | 21,461               |
| 2004 | 32,272  |         | 31,697               |
| 2005 | 26,043  |         | 28,902               |
| 2006 | 19,546  | 34,833  | 30,908‡              |
| 2007 | 35,226  | 71,760  | 72,279‡              |
| 2008 | 20,255  |         | 31,823‡              |
| 2009 | 11,334  |         | 18,369‡              |
| 2010 | 12,275  |         |                      |
| 2011 | 9,568   |         |                      |
| 2012 | 8,345   | 17,578‡ |                      |
| 2013 | 10,727  |         |                      |
| 2014 | 8,559   |         |                      |
| 2015 | 7,165   |         |                      |
| 2016 | 5,514   |         |                      |
| 2017 | 4,094   |         |                      |
| 2018 | 9,302   |         |                      |
| 2019 | 5,528   |         |                      |

## Зноски
1. ↑  http://www.drive.ru/lexus/drive-test/2008/02/15/1015436/eto_eko_ili_ego.html [Архівовано 11 лютого 2010 у Wayback Machine.] Lexus LS
2. ↑  Как мы тестировали Lexus LS 2021 года. Automoto.ua. AutoMoto.ua (рос.). Архів оригіналу за 23 жовтня 2021. Процитовано 23 жовтня 2021.
3. 1 2 3  Dawson, 2004, с. 145
4. 1 2 3 4 5 6 7 8 9 10 11 12 13 14 15 16  Lexus Knowledge Center – LS Model Specifications. Lexus. Архів оригіналу (PDF) за 9 березня 2012. Процитовано 13 квітня 2009. [Архівовано 2012-03-09 у Wayback Machine.]
5. 1 2  Dawson, 2004, с. 150
6. ↑  "Toyota Reports Million-Plus Sales for 1995." (1995-01-04) Toyota Motor Corporation.
7. ↑  Washington, Frank (1997-02-10). "Lexus sport-ute arrives in 1998." Automotive News.
8. ↑  "US top 31 luxury automobile models ranked by unit sales for 1997 vs 1996." 1998-05-27. Automotive News Market Data.
9. 1 2  Dawson, 2004, с. 176—177.
10. ↑  Lexus sales figures 2000–2001. Autochannel. 3 січня 2002. Архів оригіналу за 27 червня 2013. Процитовано 28 січня 2009.
11. ↑  Lexus sales figures 2001–2002. Autochannel. 3 січня 2003. Архів оригіналу за 15 лютого 2012. Процитовано 26 січня 2009.
12. ↑  Lexus sales figures 2002–2003. Autochannel. 5 січня 2004. Архів оригіналу за 15 лютого 2012. Процитовано 26 січня 2009.
13. ↑  Lexus sales figures 2003–2004. Autochannel. 4 січня 2005. Архів оригіналу за 15 лютого 2012. Процитовано 26 січня 2009.
14. 1 2  Lexus sales figures 2004–2005. Autochannel. 4 січня 2006. Архів оригіналу за 15 лютого 2012. Процитовано 27 січня 2009.
15. ↑  Lexus sales figures 2006–2007. Autochannel. 3 січня 2008. Архів оригіналу за 27 червня 2013. Процитовано 26 січня 2009.
16. 1 2  Taylor, Edward (9 липня 2008). Toning Down the 'Bangle Butt,' BMW Redesigns Its 7 Series. The Wall Street Journal. Процитовано 27 січня 2009.
17. ↑  Number of Vehicles Produced in Japan by Model (PDF). Toyota.jp. 2007. Архів оригіналу (PDF) за 29 грудня 2009. Процитовано 15 травня 2010.
18. 1 2  Kiley, David (13 січня 2009). Luxury Car Sales Keep Skidding. Bloomberg BusinessWeek. Архів оригіналу за 10 жовтня 2016. Процитовано 22 лютого 2009.
19. ↑  Number of Vehicles Produced in Japan by Model (PDF). Toyota.jp. 2008. Архів оригіналу (PDF) за 30 грудня 2011. Процитовано 15 травня 2010.
20. ↑  Number of Vehicles Produced in Japan by Model (PDF). Toyota.jp. 2009. Архів оригіналу (PDF) за 12 липня 2010. Процитовано 15 травня 2010. [Архівовано 2009-04-08 у Wayback Machine.]
21. ↑  Lexus sales figures 2009. Autochannel. 20 жовтня 2001. Архів оригіналу за 27 червня 2013. Процитовано 23 січня 2010.
22. ↑  Number of Vehicles Produced in Japan by Model (PDF). Toyota.jp. 2010. Архів оригіналу (PDF) за 9 липня 2010. Процитовано 15 травня 2010. [Архівовано 2010-12-07 у Wayback Machine.]
23. ↑  Lexus sales figures 2010. Autochannel. 4 січня 2011. Архів оригіналу за 28 листопада 2020. Процитовано 12 липня 2013.
24. 1 2  December 2012 and Year-End Sales Chart. US: Toyota. 3 січня 2013. Архів оригіналу за 6 січня 2013. Процитовано 4 січня 2013. [Архівовано 2013-01-06 у Wayback Machine.]
25. ↑  Number of Vehicles Produced in Japan by Model. Toyota Motor Company. 2012. Архів оригіналу за 17 червня 2011. Процитовано 17 січня 2015.
26. ↑  December 2013 and Year-End Sales Chart. US: Toyota. 3 січня 2014. Архів оригіналу за 8 січня 2014. Процитовано 9 січня 2014. [Архівовано 2014-01-08 у Wayback Machine.]
27. ↑  December 2014 and Year-End Sales Chart (Пресреліз). US: Toyota. 5 січня 2015. Архів оригіналу за 7 січня 2015. Процитовано 6 січня 2015.
28. ↑  December 2015 and Year-End Sales Chart (Пресреліз). US: Toyota. 5 січня 2016. Архів оригіналу за 18 січня 2016. Процитовано 18 січня 2016.
29. ↑  December 2016 and Year-End Sales Chart (Пресреліз). US: Toyota. 5 січня 2017. Архів оригіналу за 6 січня 2017. Процитовано 5 січня 2017.
30. ↑  December 2017 Sales Chart (Пресреліз). US: Toyota. 3 січня 2018. Архів оригіналу за 18 липня 2018. Процитовано 1 лютого 2018.
31. ↑  December 2018 Sales Chart (Пресреліз). US: Toyota. 3 січня 2019. Архів оригіналу за 4 лютого 2019. Процитовано 19 січня 2019.
32. ↑  Toyota Motor North America Reports December 2019, Year-End Sales (Пресреліз). US: Toyota. 3 січня 2020. Архів оригіналу за 15 січня 2021. Процитовано 21 лютого 2020.